# 2020년 인도-중국 국경 분쟁
2020년 인도-중국 국경 분쟁은 2020년 5월 7일부터 이어지고 있는 지속적인 인도와 중국의 국경에 대한 군사적 분쟁이다. 5월 말, 중국군은 갈완강 계곡의 인도 도로 건설에 반대했다.
인도 언론에 따르면, 2020년 6월 15일과 16일 전투에서 인도 군인 20명 (장교 포함)이 사망했으며, 중국 군인 4명 (장교 포함)의 사상자가 발생했다고 한다. 몇몇 뉴스 매체는 4명의 장교를 포함한 10명의 인도 군인이 포로로 잡혀 6월 18일 중국에 의해 석방되었다고 밝혔다.

## 같이 보기
- 도클람
- 인도-중국 전쟁
- 2017년 인도-중국 국경 분쟁